# Centrocalia ningua
Centrocalia ningua är en spindelart som beskrevs av Norman I. Platnick 2000. Centrocalia ningua ingår i släktet Centrocalia och familjen Lamponidae.
Artens utbredningsområde är Nya Kaledonien. Inga underarter finns listade i Catalogue of Life.